# واسغا بيتش (أونتاريو)
واسغا بيتش، أونتاريو (بالإنجليزية: Wasaga Beach)‏ هي مدينة كندية تقع في مقاطعة أونتاريو. تبلغ مساحة هذه المدينة 58.4281 (كم²)، ويبلغ عدد سكانها 15029 نسمة حسب إحصاء سنة 2006 م، بينما كان يسكنها 12419 نسمة في سنة 2001 م. تحتل هذه المدينة المرتبة رقم 253 بين مدن كندا حسب عدد السكان والمرتبة رقم 98 في المقاطعة. نما عدد السكان في هذه المدينة بنسبة (21) بين العامين المذكورين.

## أعلام
- كينت دوغلاس
- سيد سميث
- جايسون آرنوت
- تايلر براون

## وصلات خارجية
- الأطلس الحكومي لكندا
- إحصاءات كندا مع ساعة تعداد السكان